# Arboretum du figuier
L’arboretum du figuier est un arboretum de 8 000 m2 sur la commune de Nézignan-l'Évêque dans l’Hérault, en France. 
Il comporte plus de 80 variétés de figuiers, ainsi qu’un jardin méditerranéen de plus de 150 espèces d’arbres et arbustes. 
La ville de Nézignan-L’Évêque cultive traditionnellement la figue, avec une « fête du figuier » organisée en été par la confrérie des « becos figos ».   